# Heinz-Wolfgang Schnaufer
Heinz-Wolfgan Schnaufer (1922. február 16. – 1950. július 13.) volt a második világháború legeredményesebb éjszakai vadászrepülője. Tanulmányai után jelentkezett a Luftwaffe kötelékébe 1939-ben. 1942. június 1-jén szerezte első légigyőzelmét egy Bf 110-zel, azzal a típussal, amellyel az egész háborúban repült. Az év végéig 14 légigyőzelmet aratott.
Ezután egy másik személyzettel repült, ez a trió 107 brit bombázót semmisített meg. A háború végén már kevés bevetésen vett részt, mert Hermann Göring propaganda célokra használta és nem engedhette, hogy esetleg történjen vele valami. A háború után brit hadifogságba került.
Szabadulása után egy jól menő céget hozott létre. 1950. július 13-án hunyt el autóbalesetben.